# Крива здатності навчатися

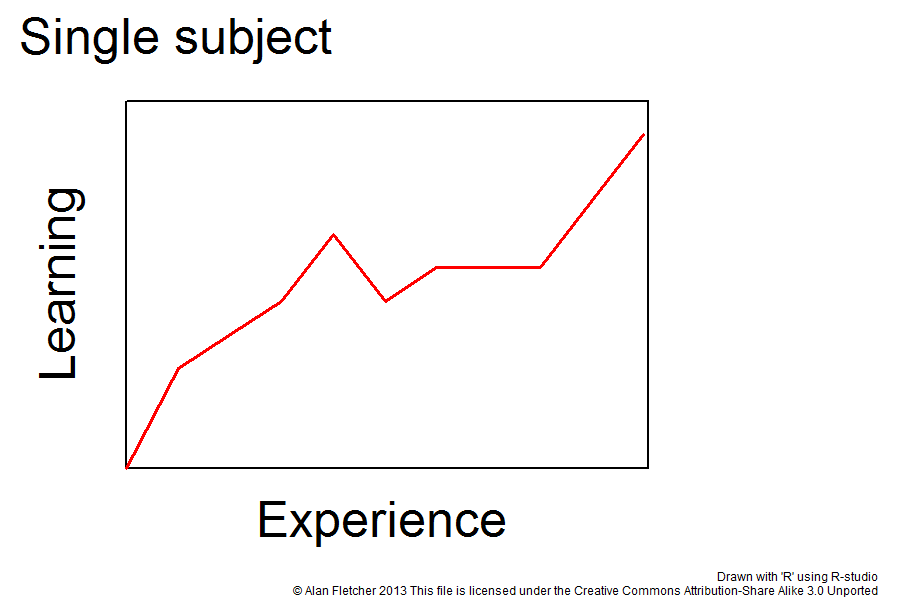
Рис. 1: Крива здатності навчатися (для одного предмету)

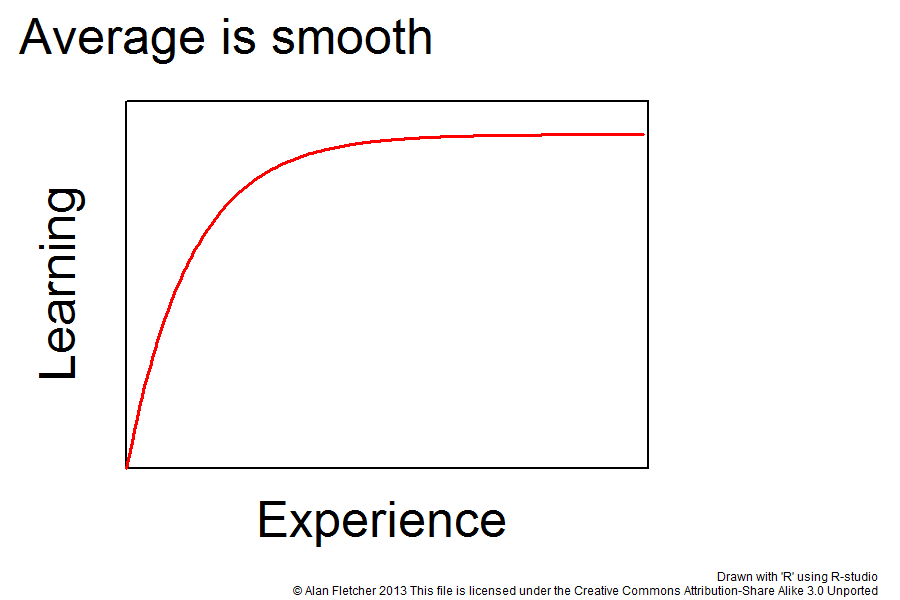
Рис. 2: Усереднена крива здатності навчатися

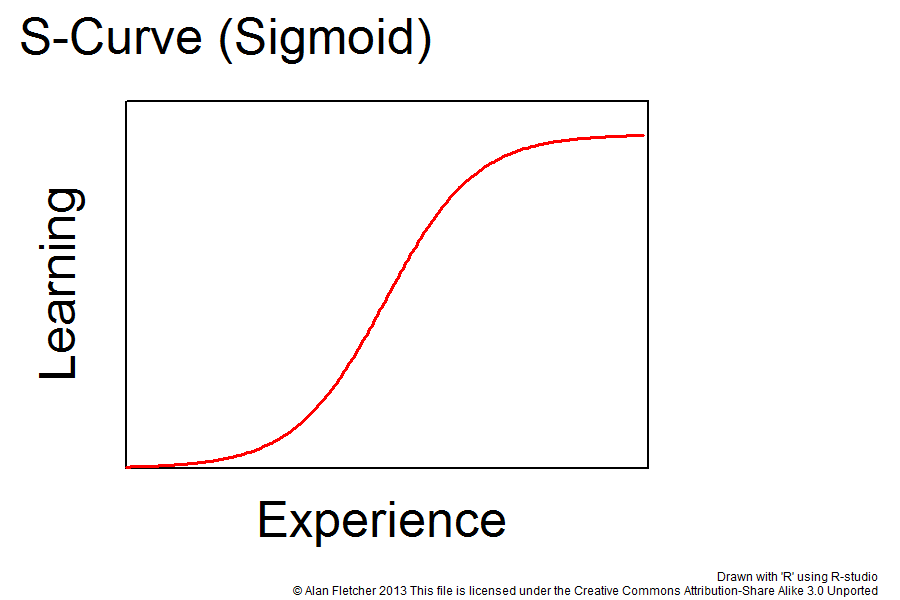
Рис. 3: S-крива або сигмоїдальна крива

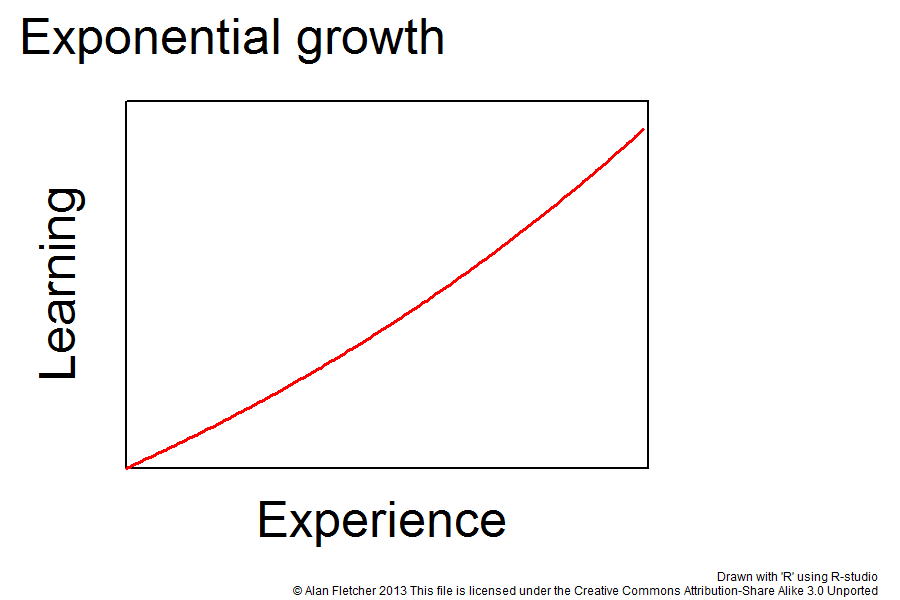
Рис. 4: Експоненційний ріст

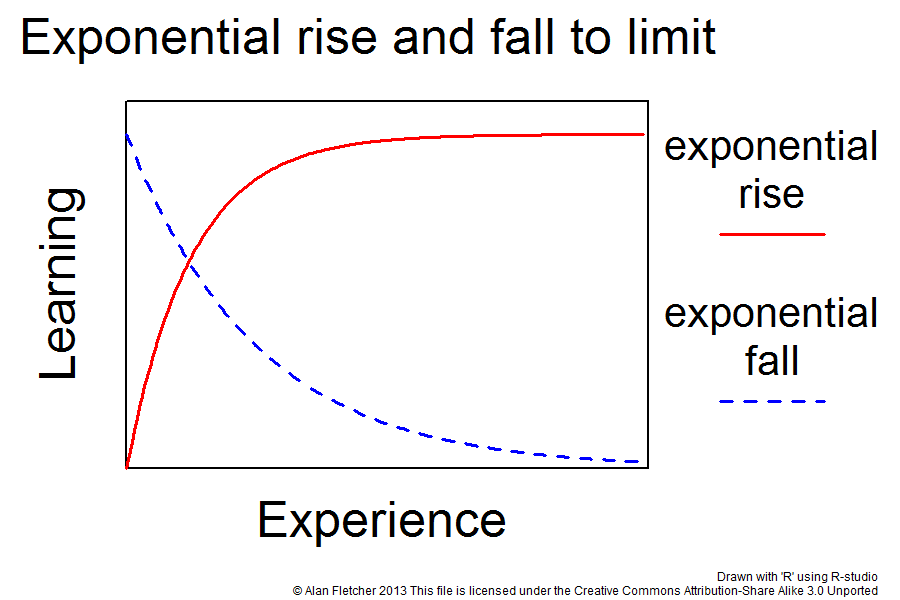
Рис. 5: Експоненційне зростання чи спадання до границі

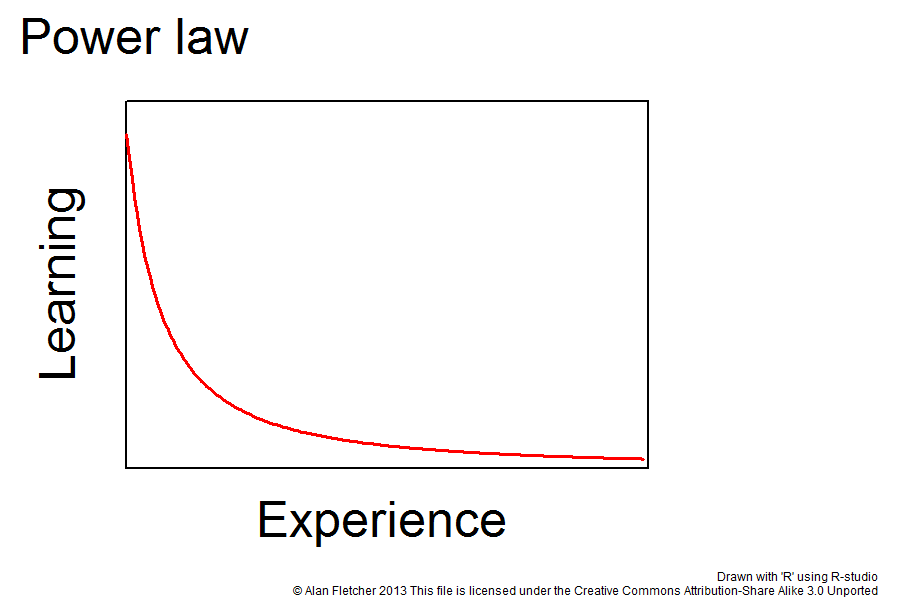
Рис. 6: Степеневий закон

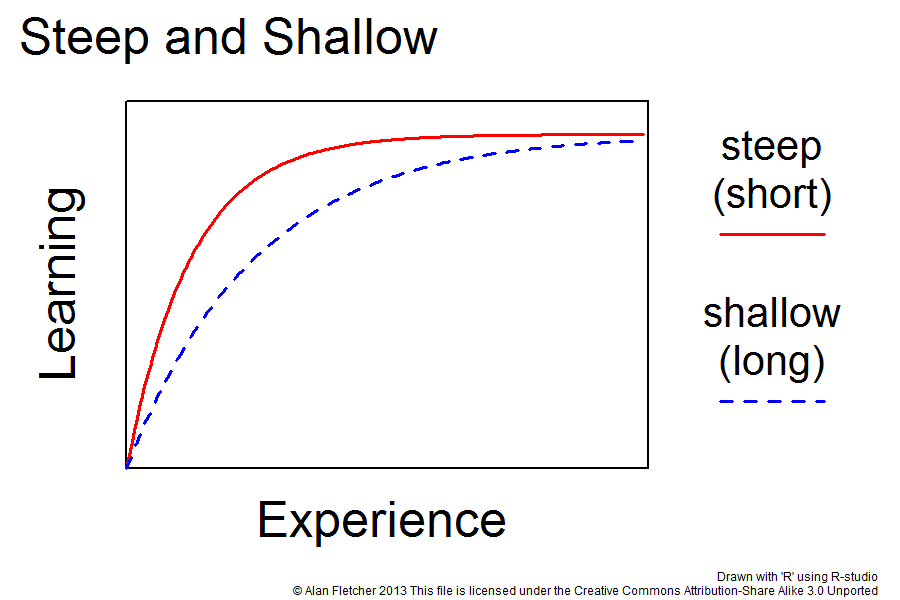
Рис. 7: Коротка та довга криві здатності навчатися

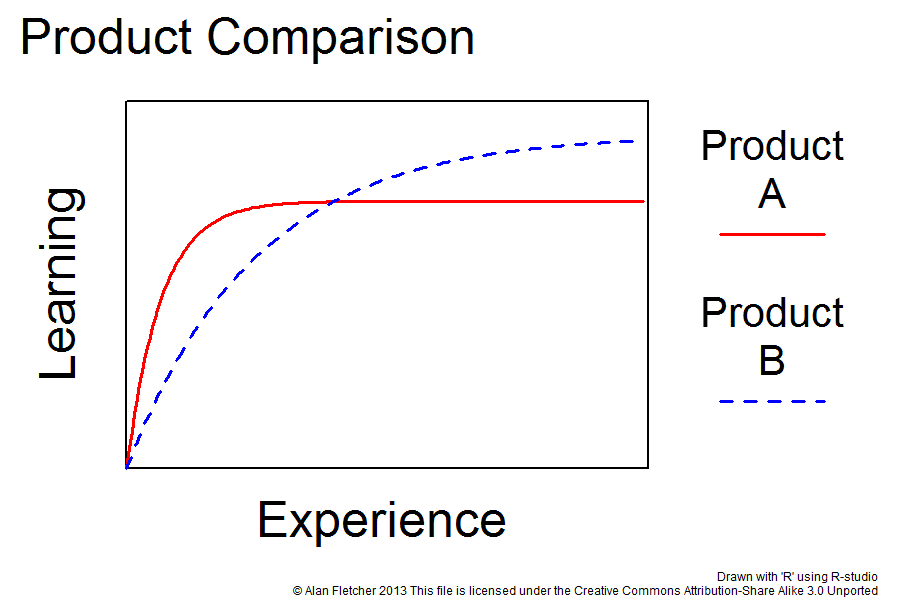
Рис. 8: Продукт A має нижчу функціональність та коротку криву здатності навчатися. Продукт B має вищу функціональність, але вимагає більше часу для навчання

Крива навчальності — графічне представлення зміни швидкості опанування певного знання або виду діяльності. Як правило, здатність зберігати в пам'яті нову інформацію максимальна після перших спроб освоєння цієї діяльності, потім швидкість вивчення поступово знижується, що означає необхідність більшого числа повторень для опанування матеріалу.
Крива навчальності також ілюструє початкову складність вивчення чого-небудь, а також те, наскільки багато належить освоїти після початкового ознайомлення.